# Punto di Fermat
In geometria, il punto di Fermat, anche chiamato punto di Torricelli o punto di Fermat-Torricelli, è il punto che minimizza la distanza complessiva da tutti e tre i vertici di un triangolo. La scoperta risale come soluzione a un problema posto da Fermat a Torricelli.
Quando un triangolo ha un angolo maggiore di 120° il punto di Fermat è posto sul vertice dell'angolo ottuso. In un triangolo in cui l'angolo maggiore misura meno di 120°, il punto di Fermat è individuato dall'intersezione delle tre linee ottenute congiungendo ciascun vertice del triangolo con il vertice, non appartenente al triangolo, del triangolo equilatero costruito sul lato opposto a tale angolo esternamente al triangolo.

## Proprietà
Il punto di Fermat ha diverse proprietà. Dato un triangolo {\displaystyle ABC} si deve costruire su ogni lato un triangolo equilatero in modo da formare tre triangoli chiamati {\displaystyle ABC'}, {\displaystyle AB'C}, {\displaystyle A'BC}. Congiungendo {\displaystyle {\overline {AA'}}}, {\displaystyle {\overline {BB'}}}, {\displaystyle {\overline {CC'}}} queste tre rette si incontrano in un punto {\displaystyle F}. Si dimostra che {\displaystyle {\overline {AA'}}={\overline {BB'}}={\overline {CC'}}}. Infatti i triangoli {\displaystyle ACA'} e {\displaystyle B'CB} sono congruenti perché {\displaystyle {\overline {CA}}={\overline {CB'}},{\overline {CA'}}={\overline {CB}}}, e sono uguali gli angoli {\displaystyle A{\hat {C}}A'=B{\hat {C}}B'} perché ottenuti entrambi aggiungendo un angolo di 60° a {\displaystyle A{\hat {C}}B}. Ne segue che {\displaystyle {\overline {AA'}}={\overline {BB'}}} e analogamente si prova che {\displaystyle {\overline {AA'}}={\overline {CC'}}}. Si costruiscano tre circonferenze {\displaystyle \alpha }, {\displaystyle \beta }, {\displaystyle \gamma } tali che {\displaystyle \gamma } sia circoscritta ad {\displaystyle ACB'}, {\displaystyle \alpha } sia circoscritta ad {\displaystyle A'CB}, {\displaystyle \beta } sia circoscritta ad {\displaystyle AC'B}. Le tre circonferenze avranno tutte in comune il punto {\displaystyle F}. Poiché i quadrilateri {\displaystyle AC'BF}, {\displaystyle AB'CF} sono inscritti in una circonferenza, l'angolo {\displaystyle A{\hat {F}}B=120^{\circ }} e l'angolo {\displaystyle A{\hat {F}}C=120^{\circ }}.
Ne segue che: 
l'angolo {\displaystyle B{\hat {F}}C=120^{\circ }}: quindi il punto {\displaystyle F} appartiene a {\displaystyle \beta }. 
Il punto {\displaystyle F} appartiene a {\displaystyle {\overline {BB'}}} perché: 
l'angolo {\displaystyle A{\hat {F}}B=120^{\circ }} 
l'angolo {\displaystyle A{\hat {F}}B'=A{\hat {C}}B'=60^{\circ }}. 
Allo stesso modo si dimostra che {\displaystyle F} appartiene ad {\displaystyle {\overline {AA'}}} e anche a {\displaystyle {\overline {CC'}}}.
Il punto {\displaystyle F} è detto "punto di Fermat" del triangolo {\displaystyle ABC}.

## Dimostrazione
Lemma 1
Per ogni vettore {\displaystyle {\overrightarrow {a}},{\overrightarrow {b}},{\overrightarrow {c}}\neq {\overrightarrow {0}},}
{\displaystyle {\frac {\overrightarrow {a}}{|{\overrightarrow {a}}|}}+{\frac {\overrightarrow {b}}{|{\overrightarrow {b}}|}}+{\frac {\overrightarrow {c}}{|{\overrightarrow {c}}|}}={\overrightarrow {0}}}
è equivalente al fatto che
{\displaystyle {\frac {\overrightarrow {a}}{|{\overrightarrow {a}}|}},\qquad {\frac {\overrightarrow {b}}{|{\overrightarrow {b}}|}},\qquad {\frac {\overrightarrow {c}}{|{\overrightarrow {c}}|}}}
formano tutti tra di loro un angolo di 120°.
Dimostrazione del lemma 1
Siano {\displaystyle {\overrightarrow {e_{i}}},} per {\displaystyle i=0,1,2,} i versori seguenti
{\displaystyle {\overrightarrow {e_{0}}}={\frac {\overrightarrow {a}}{|{\overrightarrow {a}}|}},\qquad {\overrightarrow {e_{1}}}={\frac {\overrightarrow {b}}{|{\overrightarrow {b}}|}},\qquad {\overrightarrow {e_{2}}}={\frac {\overrightarrow {c}}{|{\overrightarrow {c}}|}}.}
Sia {\displaystyle \theta _{ij}} l'angolo tra due vettori unitari {\displaystyle {\overrightarrow {e_{i}}}} e {\displaystyle {\overrightarrow {e_{j}}}.} Si ha quindi che {\displaystyle \theta _{ij}=\theta _{ji}} e i valori del prodotto scalare sono
{\displaystyle {\overrightarrow {e_{i}}}\cdot {\overrightarrow {e_{j}}}=\cos \theta _{ij}={\begin{cases}1&{\text{se }}i=j\\-{\frac {1}{2}}&{\text{se }}i\neq j.\end{cases}}}
Così si ottiene {\displaystyle \theta _{ij}=120^{\circ }} per {\displaystyle i\neq j.}
Viceversa, se i versori {\displaystyle {\overrightarrow {e_{i}}},} per {\displaystyle i=0,1,2,} formano un angolo di 120° tra di loro, si ottiene
{\displaystyle {\overrightarrow {e_{i}}}\cdot {\overrightarrow {e_{j}}}={\begin{cases}\cos 0^{\circ }=1&{\text{se }}i=j\\\cos 120^{\circ }=-{\frac {1}{2}}&{\text{se }}i\neq j.\end{cases}}}
Quindi si ha
{\displaystyle |{\overrightarrow {e_{0}}}+{\overrightarrow {e_{1}}}+{\overrightarrow {e_{2}}}|^{2}=\sum _{i=j}^{}{\overrightarrow {e_{i}}}\cdot {\overrightarrow {e_{j}}}+\sum _{i\neq j}^{}{\overrightarrow {e_{i}}}\cdot {\overrightarrow {e_{j}}}=3\times 1+6\times \left(-{\frac {1}{2}}\right)=0.}
Pertanto si ottiene
{\displaystyle {\overrightarrow {e_{0}}}+{\overrightarrow {e_{1}}}+{\overrightarrow {e_{2}}}={\overrightarrow {0}}.}
Lemma 2
Per ogni vettore {\displaystyle {\overrightarrow {a}}\neq {\overrightarrow {0}},{\overrightarrow {x}},} si ha
{\displaystyle |{\overrightarrow {a}}-{\overrightarrow {x}}|\geq |{\overrightarrow {a}}|-{\frac {\overrightarrow {a}}{|{\overrightarrow {a}}|}}\cdot {\overrightarrow {x}}.}
Dimostrazione del lemma 2
Per ogni vettore {\displaystyle {\overrightarrow {u}},{\overrightarrow {v}},} è noto che {\displaystyle |{\overrightarrow {u}}||{\overrightarrow {v}}|\geq {\overrightarrow {u}}\cdot {\overrightarrow {v}}.}
Ponendo {\displaystyle {\overrightarrow {u}}={\frac {\overrightarrow {a}}{|{\overrightarrow {a}}|}}} e {\displaystyle {\overrightarrow {v}}={\overrightarrow {a}}-{\overrightarrow {x}},} si ha la tesi del lemma 2.
Se il triangolo {\displaystyle ABC} è un triangolo in cui tutti gli angoli sono inferiori a 120°, si può costruire il punto {\displaystyle F} all'interno del triangolo {\displaystyle ABC.} Ora impostando il punto {\displaystyle F} come origine dei vettori, per ogni punto {\displaystyle X} dello spazio euclideo {\displaystyle E}, si ha {\displaystyle {\overrightarrow {a}}={\overrightarrow {FA}},{\overrightarrow {b}}={\overrightarrow {FB}},{\overrightarrow {c}}={\overrightarrow {FC}},{\overrightarrow {x}}={\overrightarrow {FX}}.}
Se {\displaystyle F} è il punto di Fermat, allora {\displaystyle \angle AFB=\angle BFC=\angle CFA=120^{\circ }.} Quindi, si ottiene l'uguaglianza del lemma 1.
Dal lemma 2, si ottiene
{\displaystyle |{\overrightarrow {XA}}|\geq |{\overrightarrow {FA}}|-{\frac {\overrightarrow {a}}{|{\overrightarrow {a}}|}}\cdot {\overrightarrow {x}},}
{\displaystyle |{\overrightarrow {XB}}|\geq |{\overrightarrow {FB}}|-{\frac {\overrightarrow {b}}{|{\overrightarrow {b}}|}}\cdot {\overrightarrow {x}},}
{\displaystyle |{\overrightarrow {XC}}|\geq |{\overrightarrow {FC}}|-{\frac {\overrightarrow {c}}{|{\overrightarrow {c}}|}}\cdot {\overrightarrow {x}}.}
Da queste tre disuguaglianze e dal lemma 1, segue che
{\displaystyle |{\overrightarrow {XA}}|+|{\overrightarrow {XB}}|+|{\overrightarrow {XC}}|\geq |{\overrightarrow {FA}}|+|{\overrightarrow {FB}}|+|{\overrightarrow {FC}}|.}
Esso vale per ogni punto {\displaystyle X} dello spazio euclideo {\displaystyle E,} quindi se {\displaystyle X=F,} allora il valore di {\displaystyle |{\overrightarrow {XA}}|+|{\overrightarrow {XB}}|+|{\overrightarrow {XC}}|} è minimo.

## Storia
Questo quesito fu posto da Fermat a Evangelista Torricelli. Egli risolse il problema in modo simile a Fermat, usando l'intersezione delle circonferenze dei tre triangoli regolari. Il suo allievo, Vincenzo Viviani, pubblicò la soluzione nel 1659.